# Víctor Merello
Víctor Alejandro Merello Escobar (n. Coronel, Región del Bío-Bío, Chile, 21 de diciembre de 1952) es un entrenador de fútbol y exfutbolista chileno. 
Para el aniversario 30.º de la institución Club de Deportes Cobreloa, dos medios de comunicación de la localidad de Calama organizaron un concurso, con el objeto de que el público eligiera a los jugadores de cada posición del campo, entrenador y dirigente con mayor valor para la institución, el jugador lideró las preferencias con un 90% de los votos, como el mejor «volante de salida».

## Trayectoria

### Futbolista
Realizó su formación de futbolista en la cantera del club Lota Schwager. Debuta en el profesionalismo el año 1970 en su club formador. Durante los 7 años en que jugó por Lota Schwager, logró el subcampeonato de la Copa Chile de 1975. 
En el año 1978 fue transferido a Cobreloa a petición del técnico Andrés Prieto. Durante su estancia consiguió obtener los títulos de Primera división de Chile en los años 1980, 1982 y , logró participar en las finales de Copa Libertadores de América de 1981 y 1982. Es el jugador con más goles en campeonatos internacionales de la institución, con 15 goles. Sus contribuciones al club incluyen el récord continental de mayor número de partidos invictos de local, con un total de 91 partidos, comenzando su hegemonía desde el año 1980 hasta el año 1985. Durante su estancia, alcanzó a ser tercer jugador con mayor cantidad de partidos disputados en el club, con un total de 278 encuentros.
Desde el año 1985 se traslada al club Club de Deportes Naval donde juega nuevamente el año 1990.
El año 1991 juega por Deportivo Ñublense en donde se retiró como futbolista profesional.

### Entrenador
Su carrera de entrenador comienza con la asignación a la jefatura técnica de las divisiones inferiores de Fernández Vial. Más tarde dirigió el fútbol joven de Cobreloa, en la categoría Sub-17. Para Luego ser ayudante de Oscar Malbernat en Cobreloa el día 15 de enero de 2001. Tras la ida de Oscar Malbernat, dirige a Cobreloa para el resto de la temporada 2001 y la temporada 2002. En donde llevó al club a la liguilla de Copa Libertadores del año 2001, enfrentando al club de Universidad de Chile, con un empate de local y una victoria de visita, le otorgó el derecho al club para participar en la Copa Libertadores en el año 2002. El año 2003 Dirige al club Deportes Concepción. Luego de un retiro en dónde trabajo en empresas, firma un contrato para dirigir al equipo de Lota Schwager el año 2007. El año 2010 firma para el equipo de Deportes Naval, para la temporada 2011., club donde se mantiene hasta entrada la Temporada 2012 donde una enfermedad coronaria lo deja fuera del cuadro "náutico".

## Selección nacional
Jugó en la Selección de fútbol de Chile en tres ocasiones, todo en partidos amistosos. Su debut en la selección fue el día 13 de junio de 1979, ante el conjunto de Ecuador en el Estadio Nacional de Chile, la disputa terminó en un empate sin goles. Su segundo partido fue el 21 de junio del mismo año contra Ecuador en Guayaquil, en donde el seleccionado Chileno perdió por 2 goles contra 1. Su último partido como representando a Chile fue el día 28 de agosto de 1984 en Santiago ante México.

## Clubes

### Como jugador
| Club               | País  | Año       |
| ------------------ | ----- | --------- |
| Lota Schwager      | Chile | 1970-1977 |
| Cobreloa           | Chile | 1978-1984 |
| Naval              | Chile | 1985      |
| Cobreloa           | Chile | 1986-1987 |
| Deportes Iquique   | Chile | 1988-1989 |
| Deportes La Serena | Chile | 1989      |
| Naval              | Chile | 1990      |
| Ñublense           | Chile | 1991      |

### Como entrenador
| Club                | País  | Año       | PJ  | PG | PE | PP | Rendimiento |
| ------------------- | ----- | --------- | --- | -- | -- | -- | ----------- |
| Cobreloa            | Chile | 2001-2002 | 35  | 14 | 7  | 14 | 46.67%      |
| Deportes Concepción | Chile | 2003      | 36  | 17 | 7  | 12 | 53.7%       |
| Lota Schwager       | Chile | 2007      | 14  | 1  | 4  | 9  | 16.66%      |
| Naval               | Chile | 2010-2012 | 90  | 33 | 23 | 34 | 45.19%      |
| Deportes Concepción | Chile | 2013      | 19  | 6  | 9  | 4  | 47.37%      |
| Total               | Total | Total     | 194 | 71 | 50 | 73 | 45.19%      |

## Palmarés

### Campeonatos nacionales
| Título           | Club     | País  | Año  |
| ---------------- | -------- | ----- | ---- |
| Primera División | Cobreloa | Chile | 1980 |
| Primera División | Cobreloa | Chile | 1982 |
| Copa Chile       | Cobreloa | Chile | 1986 |

### Distinciones individuales
| Distinción                             | Año  |
| -------------------------------------- | ---- |
| El mejor volante de Salida de Cobreloa | 2007 |